# Gătaia
Gătaia (ungarsk: Gátalja; tysk: Gataja, arkaisk Gotthal; serbisk: Гатаја) er en by  i  distriktet Timiș i Rumænien. Den administrerer fem landsbyer: Butin, Percosova, Sculia, Șemlacu Mare og Șemlacu Mic. Den blev erklæret som en by i 2004 og administrerede også fire andre landsbyer indtil det tidspunkt, hvor de blev samlet for at danne Birda kommune.
Byen har 5.473 (2021) indbyggere.

## Geografi
Gătaia ligger på begge breder af floden Bârzava. Nogle af landsbyerne (Șemlacu Mare, Șemlacu Mic, Butin og Percosova) ligger syd for Gătaia omkring Șumigu-bakken, en uddød vulkan på Tisa-sletten, langs bækkene Moravița, Crivaia og Clopodia, der også ligger ved Bârzava-floden, men vest for Gătaia, og indtager den nordligste position i byns område. Gătaia forbinder Timișoara og Reșița både med jernbane og med nationalvej 58.